# Emilod
Emilod es un barrio rural  del municipio filipino de quinta categoría de Magsaysay perteneciente a la provincia  de Paragua en Mimaro,  Región IV-B.

## Geografía
Este barrio  se encuentra en  la isla de Gran Cuyo situada  en el mar de Joló en las  Islas de Cuyos, archipiélago formado por  cerca de 45 islas situadas al noreste de la isla  de Paragua (Puerto Princesa), al sur de Mindoro (San José) y al oeste de la de  Panay (Iloílo).
Situado en la costa oriental la isla,  linda al norte con los barrios de Lucbuán y de Danaguán (Danawan); al sur con el de Lacarén; al este con la mar, bahía de Bodorán; y al oeste con el barrio de Igabas.

### Comunicacciones
En este barrio se encuentra parte del aeropuerto de Cuyo (Cuyo Airport IATA: CYU , ICAO: RPLO).

### Demografía
El barrio  de Emilod  contaba  en mayo de 2010 con una población de 668  habitantes.